# Carpenteria californica
Carpenteria californica là một loài thực vật có hoa trong họ Tú cầu. Loài này được Torr. mô tả khoa học đầu tiên năm 1854.

## Hình ảnh

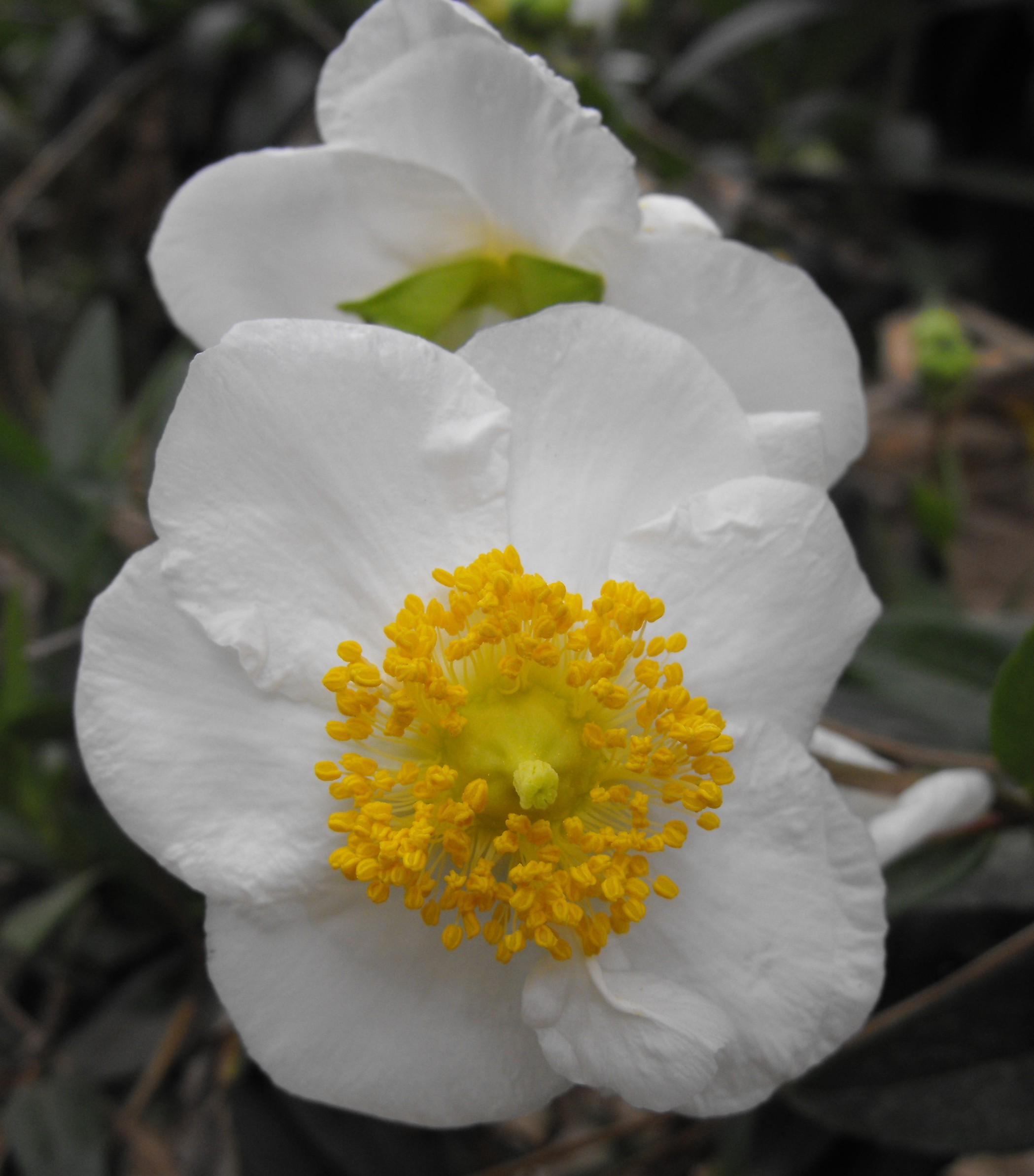
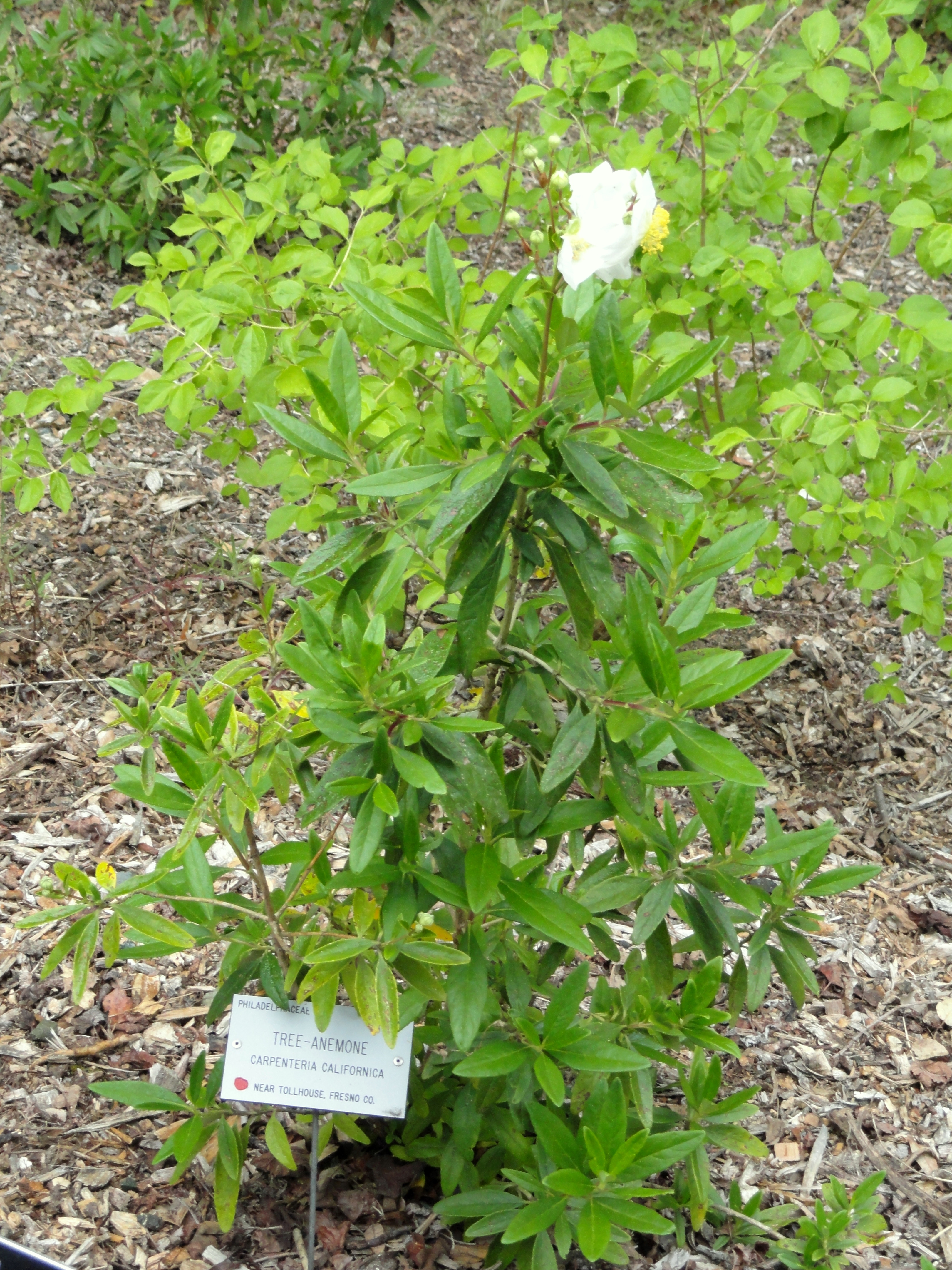
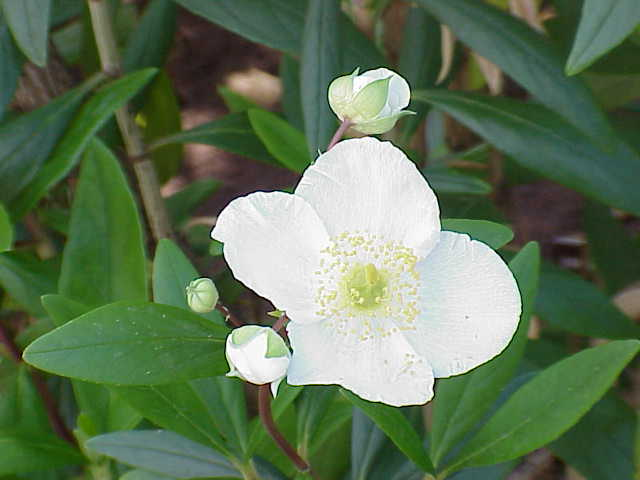
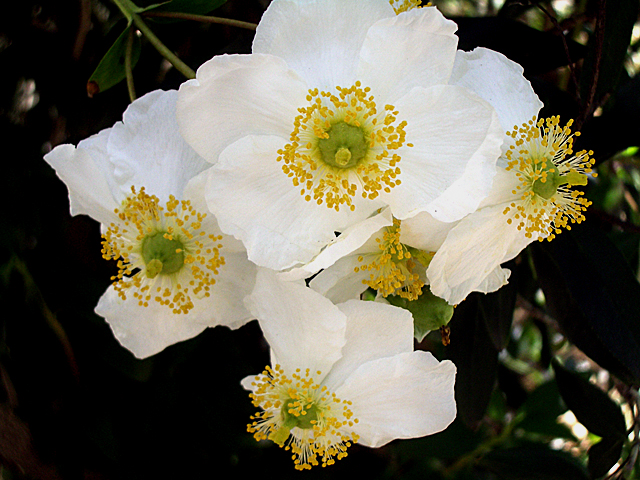